# Faculté pontificale de théologie Teresianum
La Faculté pontificale de théologie Teresianum ou Faculté de théologie des saints Thérèse d'Avila et Jean de la Croix est une faculté de l’Église catholique basée à Rome, fondée par l'Ordre des Carmes déchaux. Elle enseigne les disciplines de sciences sociales et, en particulier, la théologie et la spiritualité.

## Historique

### La faculté de théologie
L'histoire de la faculté de théologie des Carmes déchaux, « le Teresianum » débute avec le décret d'érection par la Congrégation pour l'éducation catholique le 16 juillet 1935. Bien que le décret ne parle que des trois diplômes universitaires ordinaires (baccalauréat, licence et doctorat), les statuts de 1935 n'évoquent que la licence et le doctorat et, de fait, le pouvoir d'accorder même le baccalauréat n'a été expressément accordé par le Saint-Siège que le 25 mars 1957, et renouvelé le 20 juillet 1960.
Durant la période de la Seconde Guerre mondiale, les activités de l'institut sont réduites au minimum du fait de l'incapacité de recevoir des étudiants et des professeurs non italiens. Après 25 ans d’existence, la faculté carmélitaine est intégrée au Collège international des Carmes déchaux. 
Après la période de la guerre, l'institut reprend du service et se développe au point que l'ancien siège de la Faculté, situé Corso d'Italia à Rome, devient trop petit et qu'il est décidé par le général de l'ordre (le père Pier Thomas de la Vierge du Carmel (1896-1946) puis Silverio de Sainte Thérèse (1878-1954)) de construire de nouveaux bâtiments. Ceux-ci sont érigés à côté de la basilique San Pancrazio. L'inauguration solennelle du nouvel institut a lieu en avril 1955, la veille du Chapitre général, au cours duquel est élu comme père général le carme Anastasio du Saint-Rosaire (futur cardinal Anastasio Alberto Ballestrero). Ce dernier, continuant sur les traces de ses prédécesseurs, prend soin de mettre l'accent sur la vie spirituelle et académique de l'institut.
Le titre de Faculté pontificale de théologie est attribué le 23 mai 1963 par le pape Jean XXIII. En 1968, la faculté s'ouvre à tous ceux qui veulent approfondir leurs études, en particulier dans le domaine de la théologie spirituelle. Les statuts révisés (de l'institut) sont présentés à la Congrégation en 1970. Les statuts sont approuvés ad experimentum le 12 mars 1973. Ceux-ci indiquent une double spécialisation (de l'Institut) en anthropologie théologique, comme spécialisation de la Faculté, et en théologie spirituelle.
À partir de 1979, à la suite de la constitution apostolique Sapientia Christiana, les statuts sont de nouveau examinés. Lors du 4e centenaire de la mort de sainte Thérèse d'Avila, le 15 octobre 1982, la sainte est déclarée « copropriétaire de la Faculté » avec saint Jean de la Croix. Ces nouveaux statuts, qui ré-accréditent la double spécialisation de l'établissement, sont approuvés ad triennium.
L'institut international de théologie pastorale sanitaire fondé en 1978 (et géré par les pères Camilliens) est rattachée à l'Institut pontifical du Teresianum. 
La Faculté est ouverte au clergé, aux personnes consacrées et aux laïcs.

### L'institut de spiritualité
La naissance de l'Institut de spiritualité du Carmel Thérésien s'est produite presque en même temps que celle de la Faculté. Dans tous les documents du Saint-Siège envoyés à l'ordre carmélitain (et en particulier ceux envoyés à la faculté), le Vatican insiste sur le besoin de cultiver le champ de la spiritualité, le niveau scientifique et culturel, avec les écrits et l'enseignement de Thérèse d'Avila et de Jean de la Croix.
La fondation a été initiée par le Père Gabriel de Sainte Marie-Madeleine, à travers de nombreuses conférences et des cours ouverts à tous, ainsi que le chapitre général de 1955 qui avait proposé d'établir un stage spécial d'au moins un an sur la spiritualité carmélitaine, stage ouvert  le 16 octobre 1957. Puis, le 23 juillet 1959, à la demande explicite du Saint-Siège le 5 mai 1959, et avec l'autorisation de la Congrégation des religieux, l'institut prend officiellement naissance.
À l'issue du cycle de cours, les étudiants ont reçu un diplôme attestant des études réalisées. Les cours ont été divisés en deux sections : l'une en latin, plus approfondie, pour les prêtres; et l'autre en italien, à destination des autres étudiants, pour la partie culturelle. Après une expérimentation de trois ans, l'Institut a reçu l'approbation finale le 10 décembre 1963. Le 8 septembre 1964, la Sacrée Congrégation pour les séminaires et universités élève l'institut au rang « académique » accordant aux élèves une licence en théologie, permettant, après une spécialisation de deux ans d'obtenir un doctorat en théologie avec spécialisation en théologie spirituelle.

### La spécialisation en anthropologie théologique
La spécialisation en anthropologie théologique est née pour répondre à la constitution Normae Quaedam ad constitutionem apostolicam Deus scientiarum Dominus de studiis academicis ecclesiasticis recognoscendam (Constitution apostolique pour une certaine connaissance des études académiques ecclésiastiques) de 1968. La Congrégation pour l'éducation catholique, a envoyé le document à toutes les facultés ecclésiastiques et théologiques des universités du monde entier, afin d'établir le programme d'études de chaque faculté de théologie en trois cycles : 
- institutionnels (trois années d'initiation aux disciplines théologiques),
- licence (deux années de spécialisation dans certains aspects spécifiques de ces disciplines)
- doctorat (un temps approprié pour la recherche formelle et plus dans la même spécialisation).

Après examen du premier projet des statuts de 1970, la faculté a choisi à la fois le maintien de l'Institut de la spiritualité dans la section universitaire (licence et doctorat en théologie avec spécialisation en théologie spirituelle) et culturelle (diplôme d'expertise), mais également la création d'une spécialisation en « anthropologie théologique ». La structure académique de la faculté a été ratifiée lors de l'approbation des statuts de la Congrégation, le 12 mars 1982. En février 1985, elle a modifié son nom pour devenir « anthropologie chrétienne ».

## Les fondateurs

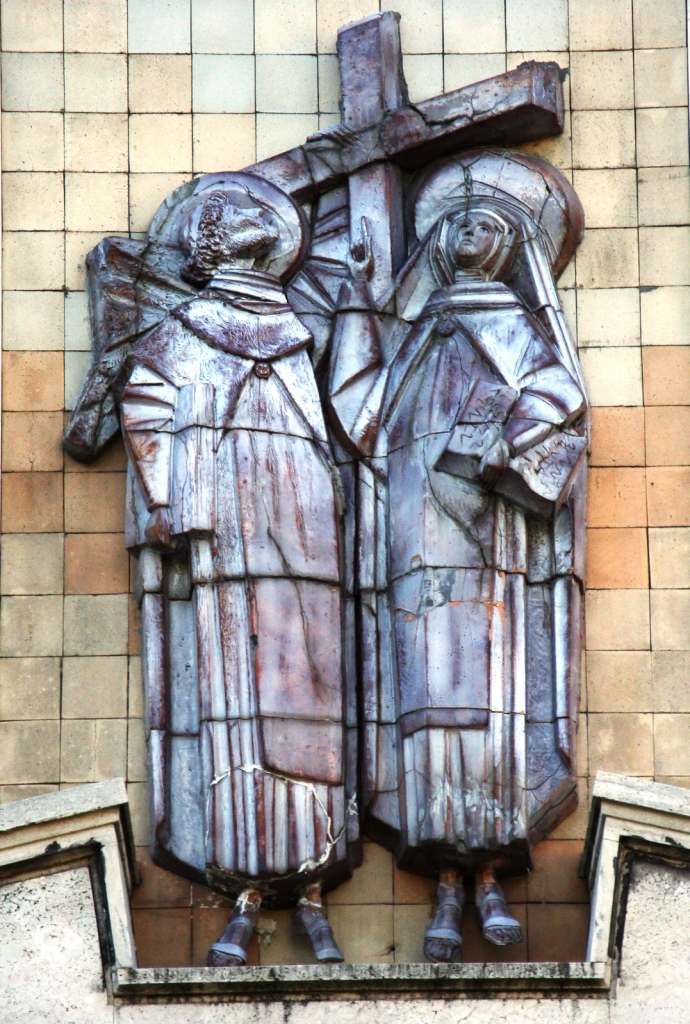
Thérèse d'Avila et Jean de la Croix sur l'institut du Teresianum.

Parmi les nombreux religieux ayant contribué à la création et au développement de l'institut, nous ne citerons que le supérieur général Guglielmo de Saint-Albert qui a obtenu le titre de faculté d'étude de niveau international, et de Silverio de Sainte Thérèse qui a ordonné la construction du nouvel établissement.
- Guglielmo de Saint-Albert (1878-1947)

Le père Guglielmo (Augusto Lechner), est une des figures importantes de l'Ordre des Carmes déchaux. Supérieur général de l'ordre, il promeut la vie spirituelle et culturelle dans son ordre : en 1925 il rouvre le Collège International de Rome pour permettre à des jeunes carmes (choisis parmi toutes les provinces de l'Ordre) d'étudier la théologie ; en 1928 il fonde le Collège de philosophie international sur le mont Carmel (près de Haïfa) ; en 1934, il fonde à Jérusalem une maison pour des études bibliques. Enfin, le 16 juillet 1935 obtient le décret élevant l'institut en « Faculté de théologie » (l'actuel Teresianum).
- Silverio de Sainte Thérèse (1878-1954)

Le père Silverio (Julian Gomez Fernandez) est élu historien des carmes déchaux en 1913, en 1915 il commence une collection de vingt volumes de la Bibliothèque mystique carmélitaine (sa rédaction se déroulera sur plusieurs années). Entre 1933 et 1952, il a publié également une Histoire des Carmes déchaux (Historia del Carmen Descalzo) en quinze volumes. En 1947, il est élu supérieur général de l'ordre. Il contribue à installer le Teresianum dans ses nouveaux locaux, et décède le 10 mars 1954 à Mazatlán, victime d'un accident de la circulation lors d'une visite au Mexique.

## Les études proposées

### Faculté de théologie
La Faculté de théologie a pour but de : 
- Maintenir et promouvoir les disciplines théologiques grâce à la recherche scientifique ;
- Former les étudiants au plus haut niveau de la discipline, à la connaissance des sources, aux travaux scientifiques dans le domaine de la formation spirituelle ;
- Coopérer activement au ministère de l’Église catholique avec l'étude et la formation.

La faculté de théologie est ouverte aux membres du clergé, religieux et laïcs (avec les exigences d'admission aux filières les différents cycles d'études universitaires) qui veulent apprendre les sciences religieuses qu'elle enseigne.
La formation académique complète offerte par le « Teresianum » se déroule sur trois niveaux :
- Cycle institutionnel (baccalauréat)
- Cycle de licence
- Cycle du doctorat

Spécialisation en anthropologie chrétienne
La spécialisation en anthropologie chrétienne tente d'approfondir le thème de la théologie dans le cadre de d'étude de la personne humaine ouverte au surnaturel, à la lumière de la révélation chrétienne et de l'histoire du Salut.

La réflexion dans ce domaine spécifique s'est en particulier développée au cours des dernières décennies, à la lumière du « tournant anthropologique » survenu en théologie et éthique et la spiritualité, dans la philosophie et la psychologie, l'approfondissement de l'anthropologie culturelle et sociale ; tout en restant en discussion avec les autres religions.

### Institut de spiritualité
L'Institut de la spiritualité comporte deux sections: 
- une section de spécialisation, avec deux cycles relatifs à la licence et au doctorat
- une partie de la culture qui conduit à un diplôme « d'expertise »

L'expertise théologique étudie la dimension spirituelle de la révélation, de la théologie et la vie chrétienne, avec ses implications dans le domaine de la doctrine, l'histoire et la pastorale de la spiritualité.
L'étude systématique de la théologie spirituelle se concentre sur les perspectives bibliques et liturgiques, l'histoire de la spiritualité à diverses époques, quelques-uns des grands maîtres de la vie spirituelle, les diverses formes spécifiques du chrétien vécues dans l'Église catholique selon la vocation laïque, sacerdotale et religieuse, les contributions de la psychologie et de la pédagogie spirituelle, en particulier de la direction spirituelle.
Section culturelle
La « section culturelle » déroule un programme complet de spiritualité qui reprend les questions fondamentales du cycle de licence, avec une méthodologie appropriée et un haut niveau de communication. Ce cycle est destiné aux personnes désirant une solide formation dans le domaine de la théologie spirituelle. À l'issue du cycle, les étudiants reçoivent un « diplôme en théologie spirituelle ».

### Semaine de la spiritualité
La Semaine Spiritualité a débuté en 1960. Elle a lieu chaque année du premier dimanche du Carême jusqu'au jeudi suivant. Les cours sont ensuite publiés dans la revue « Collana Fiamma Viva », publiée chaque année.

## Bibliothèque et publications

### Bibliothèque

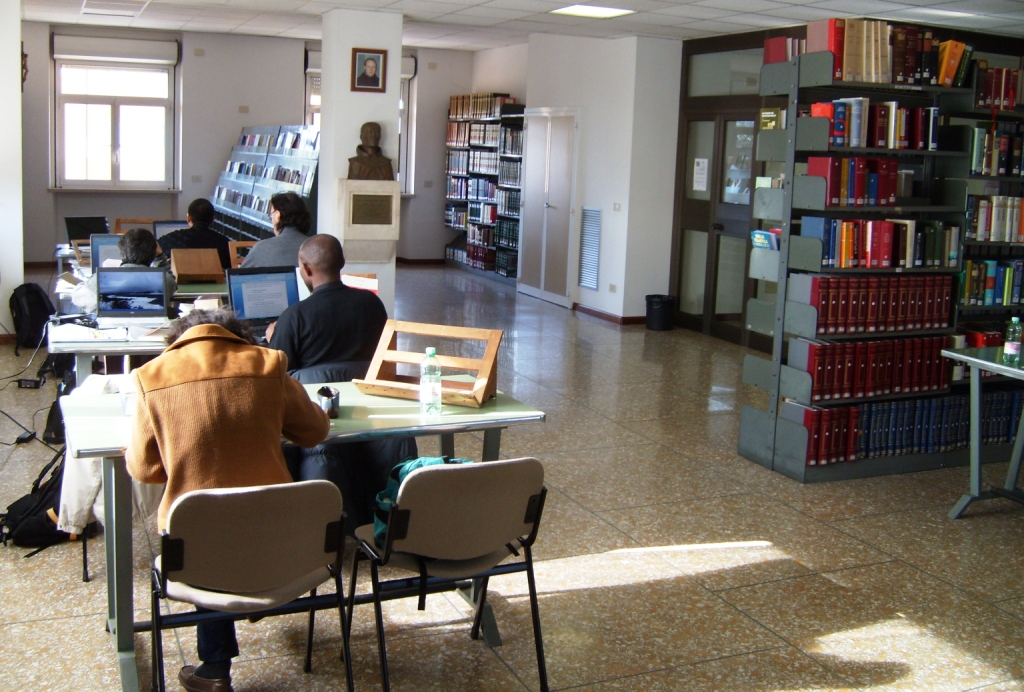
Bibliothèque de l'Université.

La bibliothèque est un lieu important dans une faculté de théologie. Celle-ci n'est pas « née avec le Teresianum », mais elle a été reçue en héritage, puis maintenue et enrichie.
La bibliothèque du Teresianum est née en 1735, lorsque la maison généralice des carmes déchaux quitte le couvent de Santa Maria della Scala in Trastevere  à Rome, et qu'elle place son quartier général dans le palazzo Barberini, via dei Giubbanari. Après la mort du cardinal Raffaele Monaco La Valletta en 1896, une grande partie de la bibliothèque du cardinal est versée dans la bibliothèque des carmes déchaux.
Lorsque la Curie générale se déplace sur le Corso d'Italia (en 1900-1902), la bibliothèque a presque doublé de volume. En effet, en prévision de la fondation du Collège international, presque toutes les provinces de l'Ordre ont offert des livres pour enrichir la bibliographie du futur « centre scientifique » de l'Ordre.

### Publications
La faculté publie différents ouvrages et revues :
- la revue « Teresianum », revue de niveau international.
- la revue Collana Fiamma Viva qui publie chaque année toutes les contributions des « semaines de spiritualité ». Le titre (Vive Flamme) est issu du titre d'une publication de Jean de la Croix (La Vive Flamme d'amour). Elle fait également référence au poème homonyme (La Vive Flamme d'amour) du même auteur[9].
- Bibliographia Internationalis Spiritualitatis (BIS) : publications bibliographiques annuelles consacrées à la spiritualité carmélitaine.
- Archivum Bibliographicum Carmeli Teresiani (ABCT) : publications bibliographiques annuelles consacrées à la tradition carmélitaine.

## Liste des présidents
Les présidents de l'université ont été les suivants :
- Père Philippe de la Trinité, o.c.d. (1954-1963)
- Père Virgilio Pasquetto, o.c.d. (? - 2008)
- Père Aniano Álvarez-Suárez, o.c.d. (2008 - 2011)
- Père Joseph Varghese Maliakkal, o.c.d. (2011 - 2014)
- Père Denis Chardonnens, o.c.d. (2014 - aujourd'hui)

## Notoriété externe
Visite virtuelle

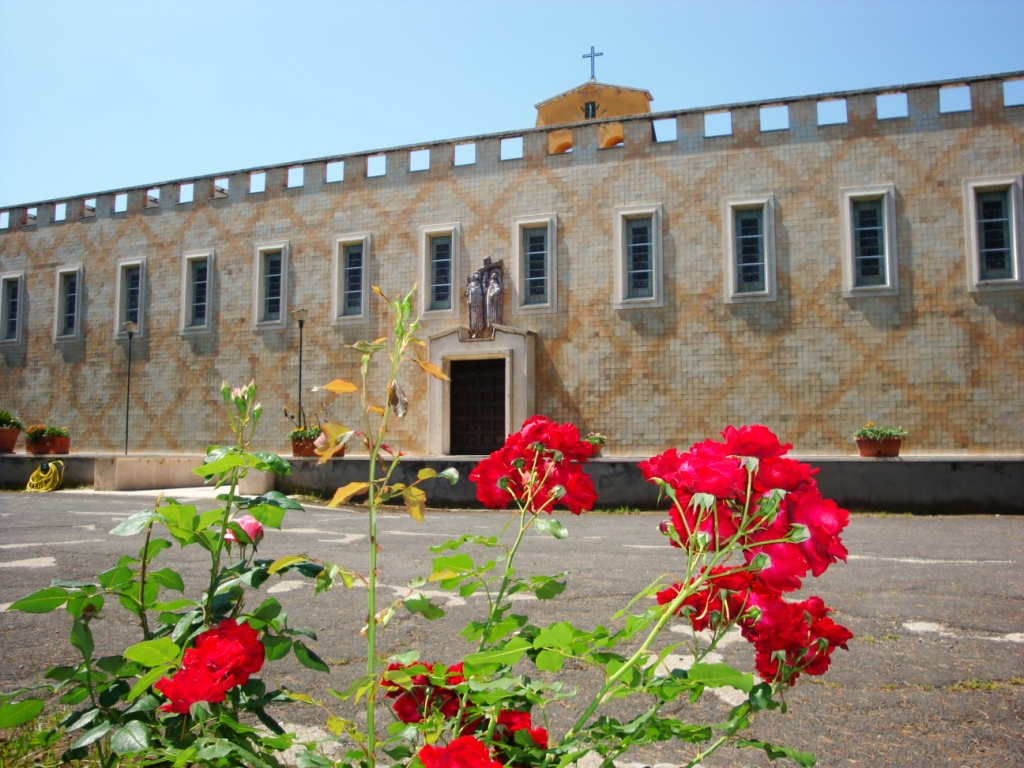
Façade de la chapelle du Teresianum.

Le photographe José Angel Barbero avec Juan Borrego Alonso, ont mis en place une « visite virtuelle » du Teresianum, accessible sur le net. Cette visite virtuelle intègre une vue 3D du cloitre et de la chapelle, plus des photos de différents lieux de l'institut.
Échanges avec la France
Parmi les quatre universités pontificales ayant des liens officiels avec la France, le « Teresianum » est celle « qui entretient les relations les plus fortes, ne serait-ce qu’à travers la spiritualité de sainte Thérèse de Lisieux, proclamée docteur de l’Église en 1997 ». Elle est présidée par un français, le père Philippe de la Trinité, de 1954 à 1963.
Instituts et centres rattachés au Teresianum
- Istituto Internazionale di Teologia Pastorale Sanitaria (Camillianum)
- Studium de Notre-Dame de Vie
- Istituto Teologico Leoniano
- École théologique Saint-Cyprien
- Jyothir Bhavan Institute of Theology
- Centro de Estudios de los Valores Humanos (CEVHAC)
- Centro Internacional Teresiano-Sanjuanista (CITeS)